# Ministère de l'Intérieur (Bénin)
Pour les articles homonymes, voir Ministère de l'Intérieur.
Le ministère de l'Intérieur et de la Sécurité publique est le département ministériel du gouvernement béninois chargé de l'administration territoriale et de la sécurité intérieure.
L'actuel ministre de l'Intérieur et de la Sécurité publique est Alassane Seidou, en fonction depuis le 25 mai 2021.

## Historique
Considéré comme un ministère-clé et sensible, dû fait du périmètre d'action qu'il confère allant de la gestion de l'administration territoriale à la sécurité nationale, dans l'histoire du pays, les chefs du gouvernement se sont souvent octroyés le portefeuille de l'Intérieur, à l'instar de Christophe Soglo, de Justin Ahomadegbé, de Tahirou Congacou, d'Émile Derlin Zinsou ou bien encore d'Hubert Maga.
Dès les débuts de la jeune république du Dahomey, le ministère de l'Intérieur est chargé de la Sûreté nationale,, nom alors donné à la Police républicaine.

### Changements successifs de dénomination
Depuis l'accession du Bénin à la souveraineté internationale, l'actuel MISP connait des mutations dans tous les domaines. En effet, ces mutations se remarquent aussi bien dans l'organisation, le fonctionnement que dans les appellations. Ces changements étaient fonction des idéaux politiques et réformes soutenus par les acteurs de l'animation de la vie politique et administrative du Bénin. Le ministère de l'intérieur est donc crée par le décret no 304/PC du 20 novembre 1960 qui en fixe le fonctionnement et l'organisation qui devient dans la même année le ministère des Affaires intérieures et de la Sécurité (MAIS). Au regard des nouvelles missions qui viennent d'être ajoutées à celles dont il était chargé, il suivi et dirigé par les présidents de la République qui sont les chefs de l'État et chefs du gouvernement jusqu'en 1970. Sous le régime révolutionnaire, le département ministériel n'a pas connu une grande modification car ses missions et attributions n'ont pas changé. Mais sa dénomination change et est devenue ministère de l'Intérieur et de la Sécurité (MIS) par le décret no 72-273/PCM du 26 octobre 1972. Le ministère conserve ses grandes fonctions jusqu'en 1990 où le Bénin est entré dans une nouvelle ère politique avec de nouvelles missions et de nouvelles fonctions pour le ministère. C'est le fruit de la démocratie chèrement acquise qui conditionne la création par le décret no 90-45 du 2 mars 1990 du ministère de l'Intérieur, de la Sécurité publique et de l'Administration territoriale (MISPAT).[pas clair]
Depuis 1990, le ministère évolue sous différents noms tels que ministère de l'Intérieur, de la Sécurité et de l'Administration territoriale (MISAT) ; ministère de l'Intérieur, de la Sécurité et de la Décentralisation (MISD) ; ministère de l'Intérieur, de la Sécurité publique et des Collectivités locales (MISPCL). Le gouvernement du président Thomas Boni Yayi, un réaménagement de tous les ministères. d'où la naissance après la scission du MISPCL en deux ministères de missions différentes. Cette scission a donné par décret no 07-465 du 16 octobre 2007 le ministère de l'Intérieur et de la Sécurité publique (MISP) devenu le ministère de l'Intérieur, de la Sécurité publique et des cultes (MISPC) puis le ministère de la Décentralisation, de la Gouvernance locale, de l'Administration et de l'Aménagement du territoire (MDGLAAT). Cette scission a permis à chaque ministère de s'occuper véritablement de ses domaines d'intervention définis par les textes réglementaires. Le MISP garde sa mission première qui est la garantie de la sécurité et de l'ordre public en faisant respecter la libre circulation des personnes et des biens en république du Bénin.[pas clair]

## Missions et attributions
Selon le décret no 2020-389 du 29 juillet 2020, le ministère de l'Intérieur et de la Sécurité publique est responsable, sur l'ensemble du territoire national, de la mise en œuvre, du suivi et de l'évaluation de la politique de l'État en matière : 
- de sécurité intérieure ;
- de lutte contre la radicalisation, l'extrémisme violent et le terrorisme ;
- de protection civile ;
- d'état civil ;
- de préservation des libertés publiques et de participation des citoyens ;
- de la production de la sécurité des biens et des personnes ;
- de gestion intégrée des espaces frontaliers.

## Organisation
Le ministère de l'Intérieur et de la Sécurité publique est constitué d'une administration centrale, située à Cotonou, et d'une administration territoriale, avec des directions départementales des affaires intérieures et de la sécurité publique implantées dans le pays.
D'après le décret no 2020-389, la structure du ministère est fixée comme suit :

### Cabinet du ministre
Le ministre est assisté, dans les différentes missions qui lui incombent, de conseillers techniques dont il fixe les attributions.

### Entités rattachées au ministre
Plusieurs structures sont également directement rattachées au ministre : 
- la direction générale de la Police républicaine ;
- le secrétariat permanent de la Commission nationale de lutte contre la radicalisation, l'extrémisme violent et le terrorisme ;
- le secrétariat permanent de la Commission interministérielle de lutte contre l'abus des stupéfiants et des substances psychotropes ;
- le centre de documentation de sécurité publique ;
- le détachement de sécurité du ministère.

### Directions techniques et départementales
Le ministère de l'Intérieur et de la Sécurité publique a autorité sur les directions techniques suivantes, qui sont coordonnées par le secrétaire général du ministère :
- la direction générale de la sécurité publique ;
- la direction des affaires intérieures et des cultes ;
- la direction de l'état civil ;
- la direction de la coordination de l'information et de la documentation ;
- la direction de la coopération technique de sécurité ;
- la direction des partis politiques et des affaires électorales.

#### Direction général de la sécurité publique
La direction générale de la sécurité publique coordonne les activités de sécurité publique des structures décentralisées relevant du ministère, en accompagnant, par exemple, les communes dans l'élaboration et le suivi de leurs plans et stratégies en matière de sécurité ou assurant une formation en matière de « renseignements généraux » auprès des conseils de quartiers, d'arrondissements, de communes, de villages et de villes.

#### Direction des affaires intérieures et des cultes
La direction des affaires intérieures et des cultes a pour mission la gestion des affaires à caractère national touchant à la vie des populations, aux cultes et aux régimes de police particuliers à savoir les établissements hôteliers, les salles de jeu, la presse, les débits de boisson et établissements assimilés.

#### Direction de l'état civil
La direction de l'état civil est notamment chargée de la mise en œuvre de la politique nationale de l'état civil, de suivre la modernisation et la sécurisation du système d'état civil et de participer au contrôle administratif des services d'état civil sur le territoire national.

#### Direction de la coordination de l'information et de la documentation
Cette direction a pour mission de centraliser et d'analyser les renseignements d'ordre politique, social et économique utiles à l'information et aux actions du gouvernement, de coordonner et de centraliser les renseignements relatifs à la criminalité.

#### Direction de la coopération technique de sécurité
La direction de la coopération technique de sécurité assure, en collaboration avec le ministère chargé des Affaires étrangères, les relations de coopération technique en matière de sécurité avec les autres pays, les partenaires techniques étrangers et les ambassades accréditées au Bénin.

#### Direction des partis politiques et des affaires électorales
La direction des partis politiques et des affaires électorales étudie toute constitution ou modification de partis politiques, suit leur implantation géographique, leur participation aux différentes élections ainsi que leur bonne conformité à la charte de partis politiques. Elle contrôle également la mise en place des mesures de sécurité lors des périodes électorales.

### Directions départementales
Le ministère de l'Intérieur et de la Sécurité publique dispose de directions départementales des affaires intérieures et de la sécurité publique sur l'ensemble du Bénin, qui permettent la décentralisation des pouvoirs.

### Organismes sous tutelle
Les organismes sous tutelle du ministère de l'Intérieur et de la Sécurité publique sont :
- l'Agence béninoise de gestion intégrée des espaces frontaliers ;
- l'Agence nationale de Protection civile ;
- le Groupement national de sapeurs-pompiers.

## Liste des ministres
Cette liste présente les ministres béninois de l'Intérieur depuis la proclamation de la république du Dahomey, le 4 décembre 1958.
| Ministre                          | Intitulé | Parti                     | Début                     | Fin                       | Gouvernement              |
| République du Dahomey             | République du Dahomey | République du Dahomey     | République du Dahomey     | République du Dahomey     | République du Dahomey     |
| Présidence d'Hubert Maga,         | Présidence d'Hubert Maga, | Présidence d'Hubert Maga, | Présidence d'Hubert Maga, | Présidence d'Hubert Maga, | Présidence d'Hubert Maga, |
| --------------------------------- | --- | ------------------------- | ------------------------- | ------------------------- | ------------------------- |
| Mama Arouna,                      | Ministre de l'Intérieur | RDD/PDU                   | 26 mai 1959               | 29 décembre 1960          | Maga I                    |
| Mama Arouna                       | Ministre des Affaires intérieures, de la Sécurité et de la Défense                                                                                   | PDU                       | 29 décembre 1960          | 11 septembre 1963         | Maga I                    |
| Mama Arouna,                      | Ministre des Affaires intérieures et de la Sécurité                                                                                                  | PDU                       | 11 septembre 1963         | 27 octobre 1963           | Maga I                    |
| Présidence de Christophe Soglo    | |                           |                           |                           |                           |
| Christophe Soglo                  | Chef du gouvernement chargé de la Défense, des Affaires intérieures, de la Sécurité et de l'Information                                              | Militaire                 | 28 octobre 1963           | 25 janvier 1964           | C. Soglo I                |
| Présidence de Sourou Migan Apithy | |                           |                           |                           |                           |
| Justin Ahomadegbé                 | Président du Conseil, chargé de la Défense, des Affaires intérieures et de la Sécurité                                                               | PDD                       | 25 janvier 1964           | 29 novembre 1965          | Apithy                    |
| Présidence de Tahirou Congacou    | |                           |                           |                           |                           |
| Tahirou Congacou                  | Chef du gouvernement chargé de la Justice, des Affaires intérieures, de la Sécurité, des Affaires étrangères, du Plan et de l'Information            | PDD                       | 1er décembre 1965         | 22 décembre 1965          | Congacou                  |
| Présidence de Christophe Soglo    | |                           |                           |                           |                           |
| Philippe Aho                      | Ministre de l'Intérieur et de la Sécurité et de la Défense nationale                                                                                 | Militaire                 | 24 décembre 1965          | 31 décembre 1966          | C. Soglo II               |
| Philippe Aho,                     | Ministre de l'Intérieur et de la Sécurité | Militaire                 | 31 décembre 1966          | 17 décembre 1967          | C. Soglo II               |
| Présidence d'Alphonse Alley       | |                           |                           |                           |                           |
| Barthélémy Ohouens,               | Ministre des Affaires Intérieures et de la Sécurité                                                                                                  | Militaire                 | 21 décembre 1967          | 15 mai 1968               | Alley                     |
| Michel Aikpe                      | Ministre de l'Intérieur et de la Sécurité | Militaire                 | 15 mai 1968               | 17 juillet 1968           | Alley                     |
| Présidence d'Émile Derlin Zinsou  | |                           |                           |                           |                           |
| Michel Aikpe                      | Ministre de l'Intérieur et de la Sécurité | Militaire                 | 17 juillet 1968           | 31 juillet 1968           | Zinsou                    |
| Émile Derlin Zinsou               | Chef du gouvernement, chargé de la Défense nationale, des Affaires intérieures et de la Sécurité                                                     | Indépendant               | 31 juillet 1968           | 10 décembre 1969          | Zinsou                    |
| Présidence de Paul-Émile de Souza | |                           |                           |                           |                           |
| Paul-Émile de Souza,              | Président du Directoire, chargé des Affaires intérieures, de la Sécurité, de la Défense, de l'Information, du Tourisme, de la Prospective et du Plan | Militaire                 | 17 décembre 1969          | 7 mai 1970                | de Souza                  |
| Présidence d'Hubert Maga          | |                           |                           |                           |                           |
| Hubert Maga                       | Chef du gouvernement, chargé de l'Intérieur et de la Défense                                                                                         |                           | 7 mai 1970                | 4 août 1971               | Maga II                   |
| Présidence de Justin Ahomadegbé   | |                           |                           |                           |                           |
| Mama Arouna,                      | Ministre de l'Intérieur et de la Sécurité |                           | 4 août 1971               | 26 octobre 1972           | Ahomadegbé II             |
| Présidence de Mathieu Kérékou     | |                           |                           |                           |                           |
| Michel Aikpe,                     | Ministre de l'Intérieur et de la Sécurité | Militaire                 | 26 octobre 1972           | 20 juin 1975              | Kérékou I                 |
| Martin Dohou Azonhiho             | Ministre de l'Intérieur et de la Sécurité | Militaire                 | 20 juin 1975              | 30 janvier 1976           | Kérékou I                 |
|                                   | |                           |                           |                           |                           |
| République populaire du Bénin     | |                           |                           |                           |                           |
| Présidence de Mathieu Kérékou     | |                           |                           |                           |                           |
| Martin Dohou Azonhiho,            | Ministre délégué chargé de l'Intérieur, de la Sécurité et de l'Orientation nationale                                                                 | Militaire                 | 30 janvier 1976           | 12 février 1980           | Kérékou I                 |
| Vincent Guezodje,                 | Ministre de l'Intérieur et de la Sécurité publique                                                                                                   | Militaire                 | 12 février 1980           | 30 décembre 1982          | Kérékou I                 |
| Michel Alladaye                   | Ministre de l'Intérieur et de la Sécurité publique                                                                                                   | Militaire                 | 30 décembre 1982          | 3 août 1984               | Kérékou I                 |
| Édouard Zodehougan,               | Ministre délégué chargé de l'Intérieur, de la Sécurité publique et de l'Administration territoriale                                                  | Militaire                 | 3 août 1984               | 5 août 1989               | Kérékou I                 |
| Pancrace Brathier,                | Ministre délégué chargé de l'Intérieur, de la Sécurité publique et de l'Administration territoriale                                                  | Militaire                 | 5 août 1989               | 14 mars 1990              | Kérékou I                 |
| Jean-Florentin Feliho             | Ministre de l'Intérieur, de la Sécurité et de l'Administration territoriale                                                                          |                           | 14 mars 1990              | 4 avril 1991              | Kérékou I                 |
|                                   | |                           |                           |                           |                           |
| République du Bénin               | |                           |                           |                           |                           |
| Présidence de Nicéphore Soglo     | |                           |                           |                           |                           |
| Jean-Florentin Feliho             | Ministre de l'Intérieur, de la Sécurité et de l'Administration territoriale                                                                          |                           | 4 avril 1991              | 29 juillet 1991           | N. Soglo                  |
| Richard Adjaho                    | Ministre de l'Intérieur, de la Sécurité et de l'Administration territoriale                                                                          |                           | 29 juillet 1991           | 8 septembre 1993          | N. Soglo                  |
| Antoine Alabi Gbegan,             | Ministre de l'Intérieur, de la Sécurité et de l'Administration territoriale                                                                          |                           | 8 septembre 1993          | 9 avril 1996              | N. Soglo                  |
| Présidence de Mathieu Kérékou     | |                           |                           |                           |                           |
| Théophile N'Da                    | Ministre de l'Intérieur, de la Sécurité et de l'Administration territoriale                                                                          | Indépendant               | 9 avril 1996              | 15 mai 1998               | Kérékou II                |
| Daniel Tawéma,                    | Ministre de l'Intérieur, de la Sécurité et de l'Administration territoriale                                                                          |                           | 15 mai 1998               | 6 avril 2001              | Kérékou II                |
| Daniel Tawéma                     | Ministre de l'Intérieur, de la Sécurité et de l'Administration territoriale                                                                          |                           | 12 avril 2001             | 7 mai 2001                | Kérékou III               |
| Daniel Tawéma,                    | Ministre de l'Intérieur, de la Sécurité et de la Décentralisation                                                                                    |                           | 7 mai 2001                | 4 février 2005            | Kérékou III               |
| Séïdou Mama Sika                  | Ministre de l'Intérieur, de la Sécurité et de la Décentralisation                                                                                    |                           | 4 février 2005            | 6 avril 2006              | Kérékou III               |
| Présidence de Thomas Boni Yayi    | |                           |                           |                           |                           |
| Edgard Alia,                      | Ministre de l'Intérieur, de la Sécurité publique et des Collectivités locales                                                                        |                           | 8 avril 2006              | 21 mai 2007               | Yayi I                    |
| Issifou Kogui N'Douro             | Ministre de l'Intérieur, de la Sécurité publique et des Collectivités locales                                                                        |                           | 21 mai 2007               | 17 juin 2007              | Yayi I                    |
| Félix Tissou Hessou,              | Ministre de l'Intérieur, de la Sécurité publique |                           | 17 juin 2007              | 22 octobre 2008           | Yayi I                    |
| Armand Zinzindohoué,              | Ministre de l'Intérieur, de la Sécurité publique |                           | 22 octobre 2008           | 9 juillet 2010            | Yayi I                    |
| Martial Sounton                   | Ministre de l'Intérieur et de la Sécurité publique                                                                                                   |                           | 19 juillet 2010           | 28 mai 2011               | Yayi II                   |
| Benoît Assouan Comlan Dègla,      | Ministre de l'Intérieur, de la Sécurité publique et des Cultes                                                                                       |                           | 28 mai 2011               | 11 août 2013              | Yayi II                   |
| François Houessou,                | Ministre de l'Intérieur, de la Sécurité publique et des Cultes                                                                                       |                           | 11 août 2013              | 20 août 2014              | Yayi II                   |
| Simplice Dossou Codjo             | Ministre de l'Intérieur, de la Sécurité publique et des Cultes                                                                                       |                           | 20 août 2014              | 18 juin 2015              | Yayi II                   |
| Placide Azande                    | Ministre de l'Intérieur, de la Sécurité publique et des Cultes                                                                                       |                           | 18 juin 2015              | 10 mars 2016              | Yayi II                   |
| Toussaint Adjehounou              | Ministre de l'Intérieur, de la Sécurité publique et des Cultes                                                                                       |                           | 10 mars 2016              | 6 avril 2016              | Yayi II                   |
| Présidence de Patrice Talon       | |                           |                           |                           |                           |
| Sacca Lafia,                      | Ministre de l'Intérieur et de la Sécurité publique                                                                                                   |                           | 6 avril 2016              | 25 mai 2021               | Talon I/Talon II          |
| Alassane Seidou,                  | Ministre de l'Intérieur et de la Sécurité publique                                                                                                   |                           | 25 mai 2021               | En fonction               | Talon II                  |